# Copa de la Reina de Fútbol 1992

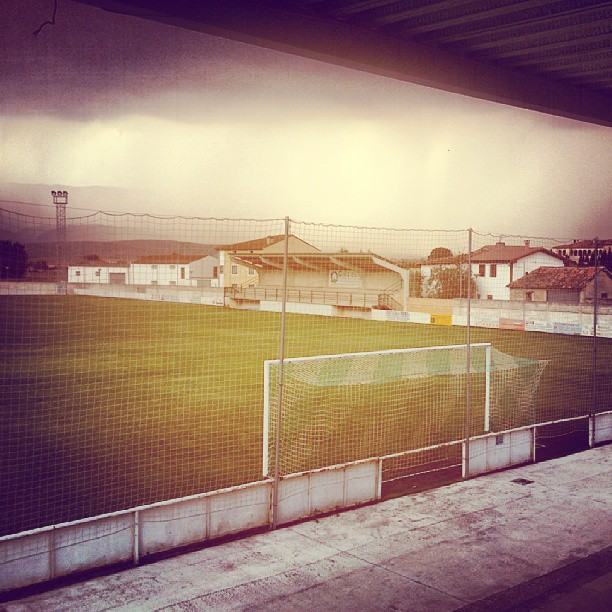
El Estadio Jesús María Pereda, Medina de Pomar fue la sede de la final.

La Copa de la Reina de Fútbol Femenino 1992 fue la X edición del torneo de copa femenino.
El Oroquieta Villaverde ganó el título por primera vez en su historia.

## Octavos de final
La primera ronda del torneo consistió en unos octavos de final a doble partido, donde se sortearon los emparejamientos entre 12 equipos femeninos de fútbol. En caso de empate de goles entre ambos encuentros, pasaría a cuartos de final el equipo que más goles fuera de casa hubiera metido.
Los emparejamientos y resultados de octavos fueron los siguientes:
| Equipo local ida            | Resultado | Equipo visitante ida    | Ida | Vuelta |
| --------------------------- | --------- | ----------------------- | --- | ------ |
| Oroquieta Villaverde        | 3-2       | Universidad Complutense | 3-1 | 0-1    |
| Peña Barcelonista Barcilona | 3-4       | Llers                   | 3-4 | 0-0    |
| FC Barcelona                | 3-6       | Athenas                 | 2-2 | 1-4    |
| CE Sabadell                 | 2-1       | Levante UD              | 2-1 | -      |
| Oiartzun KE                 | 12-0      | Bilbao                  | 8-0 | 4-0    |
| Eibartarrak                 | 1-20      | Añorga KKE              | 0-7 | 1-13   |

## Fase final
A los 6 clasificados de la fase anterior, se unieron dos equipos más: FC Barcelona y Tradehi.
Cuadro final:
|  | Cuartos de final     | Cuartos de final | Cuartos de final     |   |             | Semifinales | Semifinales | Semifinales |  |             | Final | Final |  |
|  |                      |                  |                      |   |             |             |             |             |  |             |       |       |  |
|  |                      |                  |                      |   |             |             |             |             |  |             |       |       |  |
|  | CE Sabadell          | 2                | 3                    |   |             |             |             |             |  |             |       |       |  |
|  | CE Sabadell          | 2                | 3                    |   |             |             |             |             |  |             |       |       |  |
|  | Llers                | 2                | 1                    |   |             |             |             |             |  |             |       |       |  |
|  | Llers                | 2                | 1                    |   | Oiartzun KE | 1           | 2           |             |  |             |       |       |  |
|  |                      |                  |                      |   | Oiartzun KE | 1           | 2           |             |  |             |       |       |  |
|  |                      |                  | Oroquieta Villaverde | 3 | 1           |             |             |             |  |             |       |       |  |
|  | Tradehi              | 0                | Oroquieta Villaverde | 3 | 1           | 1           |             |             |  |             |       |       |  |
|  | Tradehi              | 0                |                      |   |             |             |             |             |  |             |       |       |  |
|  | FC Barcelona         | 3                | 3                    |   |             |             |             |             |  |             |       |       |  |
|  | FC Barcelona         | 3                | 3                    |   |             |             |             |             |  | CE Sabadell | 0     |       |  |
|  |                      |                  |                      |   |             |             |             |             |  | CE Sabadell | 0     |       |  |
|  |                      |                  | Oroquieta Villaverde | 3 |             |             |             |             |  |             |       |       |  |
|  | Oiartzun KE          | 4                | Oroquieta Villaverde | 3 | 0           |             |             |             |  |             |       |       |  |
|  | Oiartzun KE          | 4                |                      |   |             |             |             |             |  |             |       |       |  |
|  | León FF              | 0                | 2                    |   |             |             |             |             |  |             |       |       |  |
|  | León FF              | 0                | 2                    |   | CE Sabadell | 1           | 1           |             |  |             |       |       |  |
|  |                      |                  |                      |   | CE Sabadell | 1           | 1           |             |  |             |       |       |  |
|  |                      |                  | FC Barcelona         | 0 | 1           |             |             |             |  |             |       |       |  |
|  | Oroquieta Villaverde | 2                | FC Barcelona         | 0 | 1           | 1           |             |             |  |             |       |       |  |
|  | Oroquieta Villaverde | 2                |                      |   |             |             |             |             |  |             |       |       |  |
|  | Añorga KKE           | 1                | 1                    |   |             |             |             |             |  |             |       |       |  |
|  | Añorga KKE           | 1                | 1                    |   |             |             |             |             |  |             |       |       |  |
|  |                      |                  |                      |   |             |             |             |             |  |             |       |       |  |